# Bessay
Bessay település Franciaországban, Vendée megyében. Lakosainak száma 449 fő (2022. január 1.). Bessay Corpe, Mareuil-sur-Lay-Dissais, Moutiers-sur-le-Lay, Sainte-Pexine és Saint-Jean-d’Hermine községekkel határos.

## Népesség
A település népességének változása:
| Lakosok száma | 429  | 427  | 434  | 426  | 433  | 439  | 440  | 438  | 449  |
|               | 2013 | 2015 | 2016 | 2017 | 2018 | 2019 | 2020 | 2021 | 2022 |